# Bissulfato de amônio
Bissulfato de amônio, também conhecido como Hidrogenossulfato de amônio, é um cristal branco com fórmula química (NH4)HSO4.  O composto é o produto da semi-neutralização do ácido sulfúrico com hidróxido de amônio.

## Produção
O bissulfato de amônio é comumente coletado como produto secundário da produção do acrilato de metila através da rota de cianohidrina de acetona.
O composto também pode ser obtido através da hidrólise do Ácido sulfâmico em solução aquosa, que produz o sal com alta pureza:
H3NSO3 + H2O → [NH4]+[HSO4]−
Pode ser obtido também pela decomposição térmica do sulfato de amônio:
(NH4)2SO4   →   (NH4)HSO4  +  NH3

## Aplicação
Uma vez neutralizado com hidróxido de amônio, forma-se o sulfato de amônio, que é um fertilizante. Pode também ser utilizado como uma alternativa mais fraca ao ácido sulfúrico.